# Noi e la Giulia
Noi e la Giulia è un film del 2015 diretto e interpretato da Edoardo Leo, tratto dal libro Giulia 1300 e altri miracoli di Fabio Bartolomei.

## Trama
Diego, Fausto e Claudio sono tre uomini insoddisfatti delle proprie attività: il primo è un venditore di auto torinese che, spinto anche dalla morte del padre, decide di cambiare vita; il secondo è un televenditore romano di estrema destra e pieno di debiti; il terzo, anch'egli romano, ha appena fatto fallire il secolare negozio di alimentari di famiglia ed è ormai prossimo al divorzio.
Spinti dai propri fallimenti i tre, dopo essersi casualmente incontrati per acquistare un casale in campagna, decidono di rimettere a nuovo l'immobile e aprire tutti assieme un agriturismo; a loro si unisce poi Sergio, uno dei creditori di Fausto e comunista militante.
In seguito si aggiungeranno Elisa, una giovane donna incinta chiamata da Claudio per avere una mano con le pulizie e la cucina, e Abu, un bracciante ghanese, costantemente vessato da Fausto.
Diego, Fausto, Claudio e Sergio stanno ultimando la ristrutturazione del casale quando ricevono la visita di Vito, camorrista venuto a chiedere il pizzo alla guida di una Alfa Romeo Giulia 1300; Sergio non esita a stenderlo con un pugno e i quattro, non trovando altra soluzione, decidono di sequestrarlo e rinchiuderlo nello scantinato del casale, mentre l'auto viene fatta sparire, sotterrata. Ben presto i quattro si rendono conto di aver lasciato le chiavi nel quadro e che lo stereo dell'auto, difettoso, parte di sua volontà.
Qualche giorno dopo arrivano altri due ragazzi a chiedere il pizzo, ma anch'essi subiscono la stessa sorte di Vito. Questi, intanto, si offre di dare loro una mano. Col tempo arrivano anche molti clienti, attirati anche dalla leggenda inventata da Diego per giustificare la musica proveniente dall'auto sotterrata.
La situazione precipita quando il superiore di Vito viene a chiedere il pizzo scortato da un tirapiedi, il quale qualche giorno dopo torna a riscuotere: anche lui viene sequestrato. Successivamente, con uno stratagemma, i quattro camorristi riescono a liberarsi e rinchiudono in cantina i quattro soci con Elisa. Ma Vito, inscenando un'aggressione, consente loro una rocambolesca fuga a bordo della propria Alfa Giulia, dissotterrata grazie anche ad Abu e ai loro amici.

## Produzione

### Riprese
Alcune scene iniziali del film sono state girate a Roma, il resto nei comuni lucani di Pomarico, Montescaglioso e sulla strada panoramica che collega Matera con Metaponto.

## Distribuzione
Il film è uscito nelle sale cinematografiche il 19 febbraio 2015.

## Curiosità
Il nome Claudio Felici, personaggio di Stefano Fresi, è stato utilizzato anche nella trilogia Smetto quando voglio (nella quale recita lui stesso insieme a Edoardo Leo) per dare vita all'antagonista della banda. In questo caso a interpretarlo è Neri Marcorè con lo pseudonimo Murena.

## Riconoscimenti
- 2015 - David di Donatello
  - Miglior attore non protagonista a Carlo Buccirosso
  - David Giovani a Edoardo Leo
  - Nomination Migliore sceneggiatura a Marco Bonini e Edoardo Leo
  - Nomination Migliore attrice non protagonista a Anna Foglietta
  - Nomination Miglior attore non protagonista a Claudio Amendola
  - Nomination Migliore scenografia a Paki Meduri
  - Nomination Migliori effetti speciali a Reset Vfx e Visualogie
- 2015 - Nastro d'argento
  - Migliore commedia a Edoardo Leo
  - Migliore attore non protagonista a Claudio Amendola
  - Nomination Migliore produttore a Fulvio Lucisano e Federica Lucisano (IIF) con Warner Bros. Italia
  - Nomination Miglior scenografia a Paki Meduri
- 2015 - Ciak d'oro
  - Rivelazione dell'anno a Edoardo Leo
  - Miglior attore non protagonista a Claudio Amendola
- 2015 - Globo d'oro
  - Miglior commedia a Edoardo Leo
- 2015 - Bari International Film Festival
  - Premio Luciano Vincenzoni alla migliore sceneggiatura a Marco Bonini e Edoardo Leo
  - Premio Alida Valli alla migliore attrice non protagonista a Anna Foglietta
  - Premio Alberto Sordi al miglior attore non protagonista a Carlo Buccirosso